# Agostino Cornacchini
Agostino Cornacchini (Pescia, 26 ou 27 août 1686 – Rome, 1754) est un peintre et sculpteur italien de la période Rococo principalement actif à Rome.

## Biographie
Né à Pescia, en Toscane, Cornacchini a étudié à partir de 1697 chez le sculpteur Giovanni Battista Foggini à Florence. Il s'est installé en 1712 chez son oncle, le Cardinal Carlo Agostino Fabroni, qui lui a fourni un atelier et des revenus jusqu'en 1720. Son chef-d'œuvre est sa statue équestre de Charlemagne (1720-1725) en bas de la Scala Regia, à l'entrée du Palais du Vatican, qui fait pendant à la statue équestre de Constantin par Le Bernin (1663-1670). Dans la Basilique Saint-Pierre, il a également réalisé la statue du prophète Élie (1727). À Rome, il est aussi l'auteur des bustes en marbre des cardinaux Ferdinando d'Adda et Luigi Omodei conservés dans la sacristie de la Basilique Santi Ambrogio e Carlo al Corso, ainsi que de la statue de Saint Jean Népomucène du Pont Milvius, commandée par le cardinal hongrois Michael Friedrich von Althann.
Certaines de ses œuvres sont aussi visibles à Ancône, à Pistoia, dans la Cathédrale d'Orvieto et dans la Basilique de Superga à Turin. Dans sa ville natale, on lui attribue les escaliers de l'Église Saint-Étienne et Saint-Nicolas (it).

## Sources
- (en)/(it) Cet article est partiellement ou en totalité issu des articles intitulés en anglais « Agostino Cornacchini » (voir la liste des auteurs) et en italien « Agostino Cornacchini » (voir la liste des auteurs).